# Gastón Cellerino
Gastón Cellerino född 26 juni 1986 i Viedma, är en argentinsk fotbollsspelare som spelar för Santiago Wanderers.

## Karriär

### Sydamerika
Gastón Cellerino startade karriären i Boca Juniorss ungdomslag. Han spelade sedan professionellt i ytterligare två argentinska klubbar innan han 2007 flyttade till Peruanska Universidad San Martín. Efter att ett bra halvår i Universidad San Martín flyttade Cellerino vidare i Atenas i Uruguay och 2008 till Chilenska Rangers. I Rangers tog Cellerinos karriär fart. Under höstsäsongen blev han lagets skyttekung med 16 mål. 

### Livorno
Målfarligheten attraherade intresse från flera europeiska klubbar, bland dem Lazio. Cellerino valde dock att skriva på för Serie B-klubben Livorno. Cellerino spelade i sju matcher under våren och gjorde ett mål när laget tog steget upp i Serie A. 
Säsongen efter hade Cellerino svårt att få plats i Livornos anfall och under våren lånades han ut till spanska Celta Vigo där det blev ett mål på tolv matcher. 2010/2011 var Livornos tillbaka i Serie B och Cellerino tillbaka i Livornos. Han spelade 14 matcher, de flesta som inhoppare, och gjorde sitt andra mål för klubben i säsongen sista match mot Frosinone.
6 augusti 2011 lånades Cellerino återigen ut, den här gången till argentinska Racing Club. Racing Club gjorde en fin höstsäsong, men Cellerinos fick bara två inhopp och i januari lånades han istället ut till Chilenska Unión La Calera.
Cellerinos återkomst i Chile blev lyckad elva mål på 24 matcher innan han stängdes av för en farlig spark mot mot Santiago Wanderers' målvakt Mauricio Viana.
Under våren 2013 återvände Cellerino till Livorno, men var återigen långt ifrån startelvan. När kontraktet löpte ut sommaren 2013 erbjöds han inget nytt, utan återvände istället till Chile, den här gången för att representera Santiago Wanderers.

## Personligt
Cellerinos smeknamn är el Tanque. Han kallas också Dura och el Wilson.